# Mathieu Assou-Ekotto
Mathieu Assou-Ekotto (Sainte-Catherine, 8 aprile 1978) è un ex calciatore camerunese, di ruolo centrocampista.
È il fratello maggiore di Benoît Assou-Ekotto, anche lui ex calciatore.